# Consolidated R2Y
Consolidated R2Y "Liberator Liner" (Consolidated Model 39) là một loại máy bay chở khách thiết kế dựa trên loại B-24 Liberator, nó được hãng Consolidated Aircraft chế tạo cho Hải quân Hoa Kỳ.

## Tính năng kỹ chiến thuật (R2Y-1)
Dữ liệu lấy từ Jane's Fighting Aircraft of World War II
Đặc điểm tổng quát
- Sức chứa: 

  - 48 hành khách kèm hành lý
  - 1.200 lb (550 kg) bưu phẩm
- Tải trọng: 12.000 lb (5.500 kg)
- Chiều dài: 90 ft 0 in (27,45 m)
- Sải cánh: 110 ft 0 in (33,55 m)
- Chiều cao: ft in (m)
- Trọng lượng có tải: 56.000 lb (25.000 kg)
- Trọng lượng cất cánh tối đa: 64.000 lb (29.000 kg)
- Động cơ: 4 × Pratt & Whitney R-1830-94, 1.200 hp (900 kW)  mỗi chiếc

 Hiệu suất bay 
- Vận tốc hành trình: 240 mph (210 knot, 380 km/h)
- Tầm bay: 4.000 mi (3.500 nm, 6.400 km) tại vận tốc 200 mph (322 km/h)